# Spaarndammerdijk

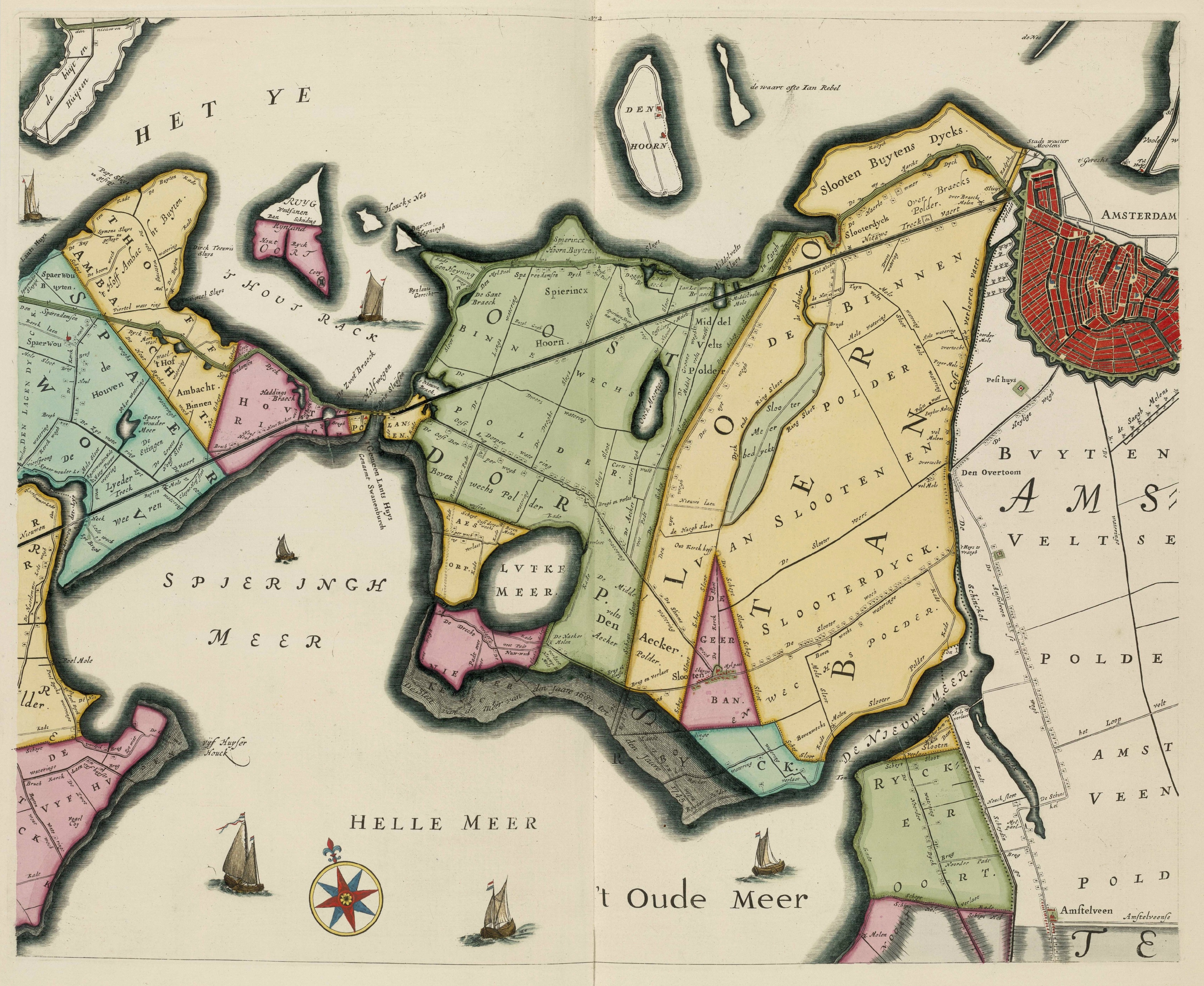
Kaart uit 1746, de Spaarndammerdijk is de dikke, groene lijn boven (noordelijk) in de landmassa's links (westelijk) van Amsterdam. Aan de linkerkant is de tamelijk rechte Hoge Spaarndammerdijk te zien die zuidelijker loopt dan de ook nog bestaande oude dijk.

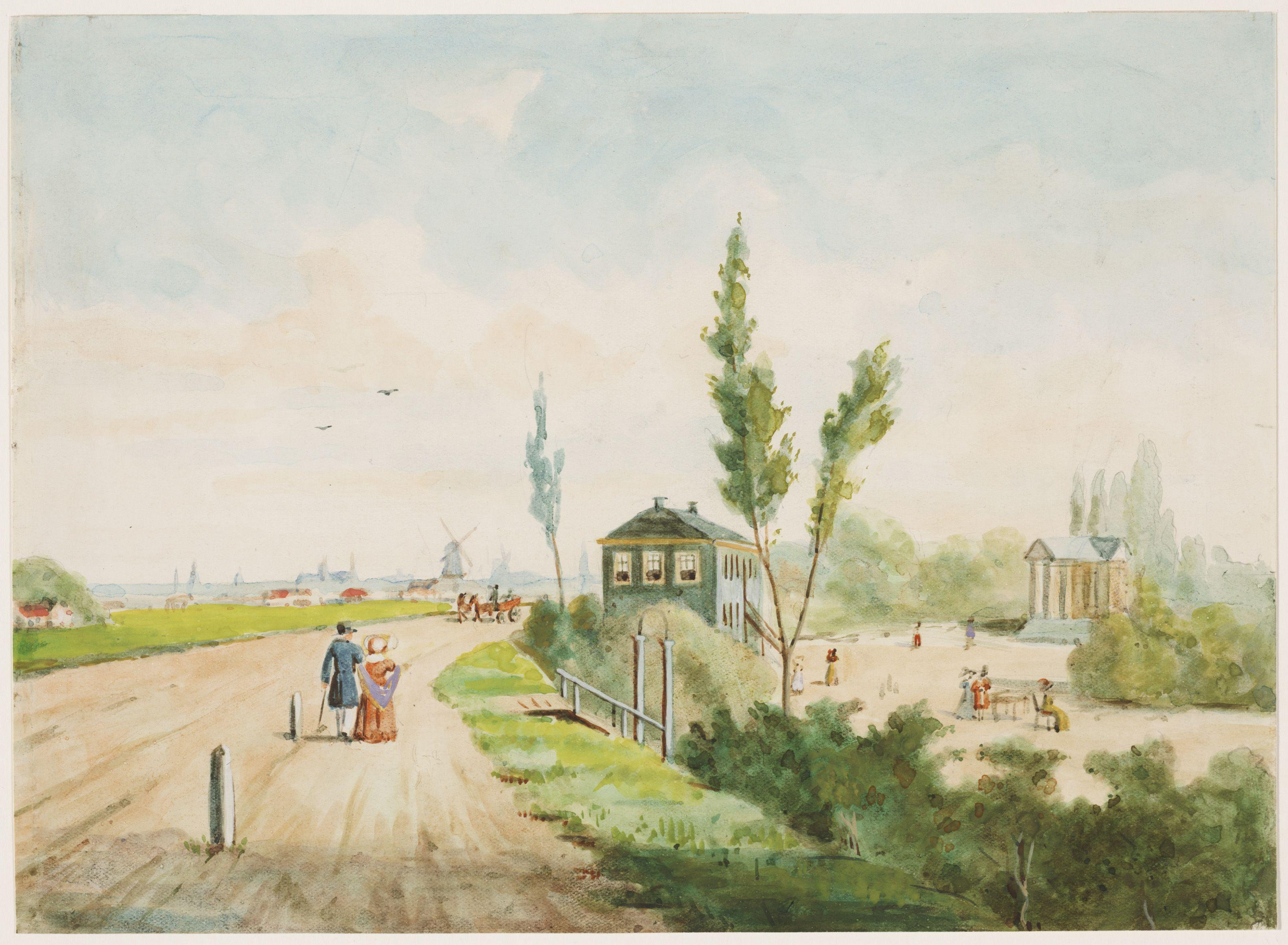
De nog landelijke Spaarndammerdijk ten westen van Amsterdam, met rechts de tuin 'Land- en IJ-zicht'; 1825.

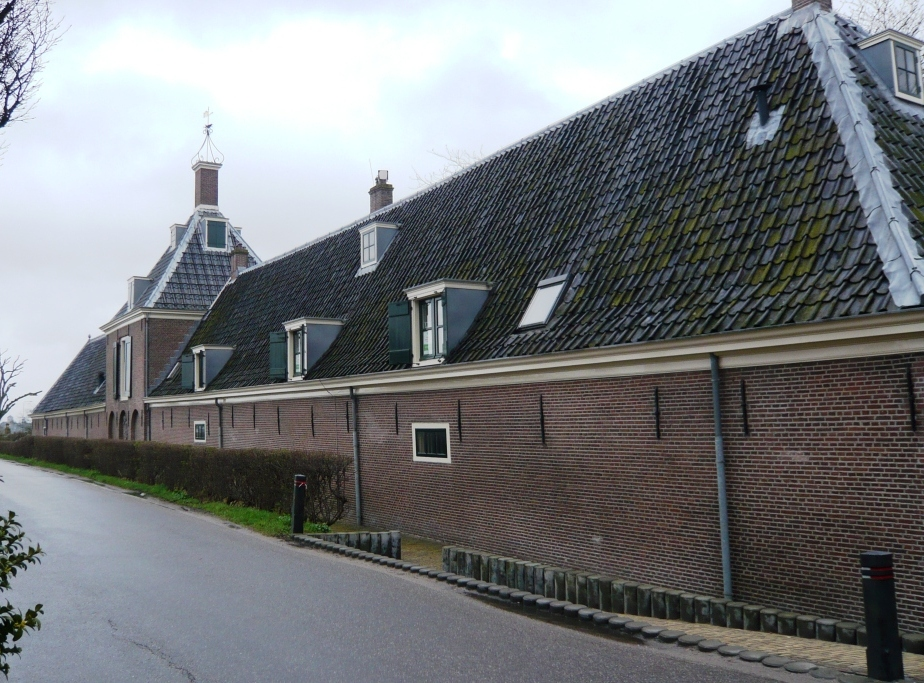
Het Gemeenlandshuis te Spaarndam ligt tegen de Spaarndammerdijk aan.

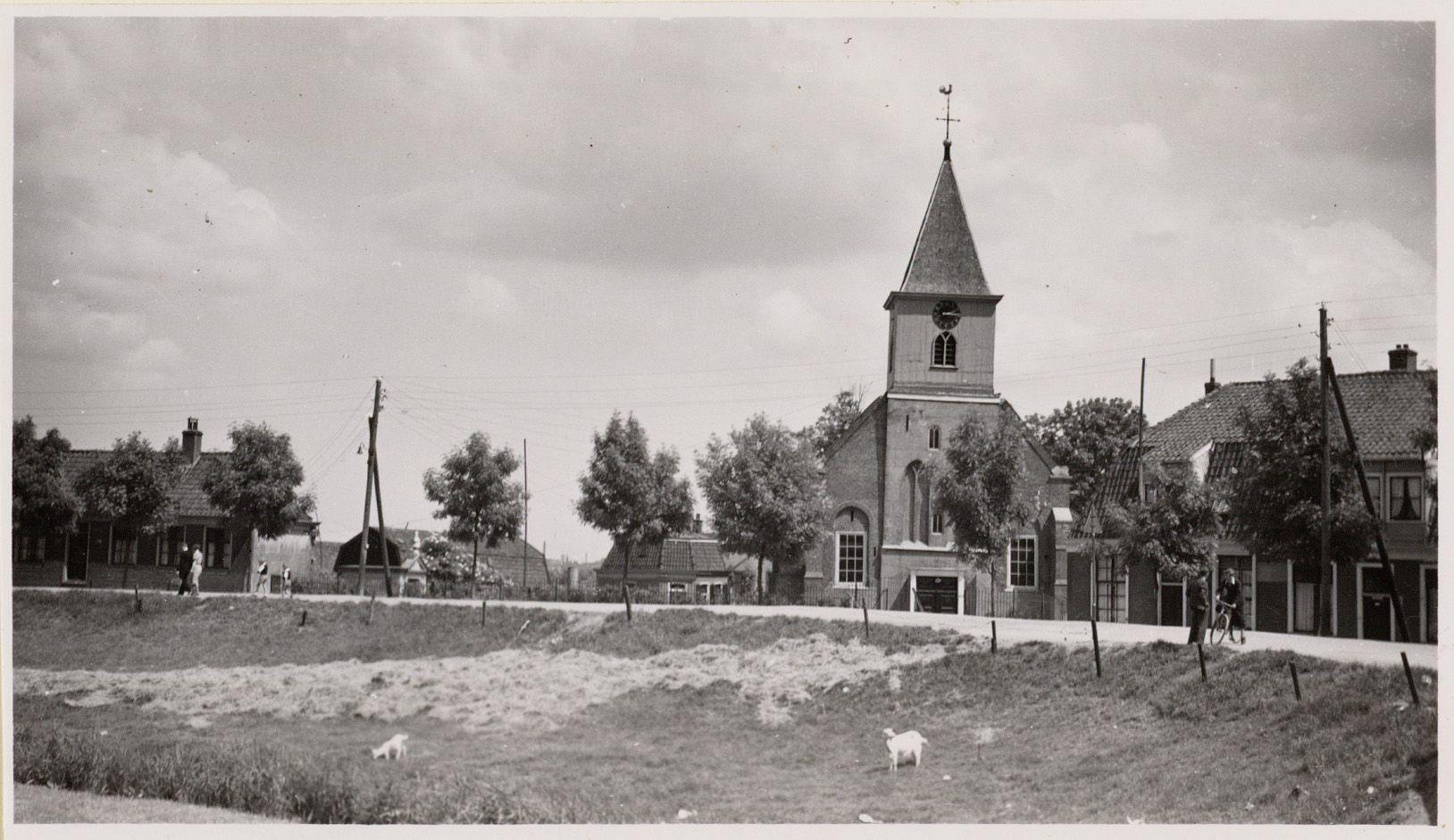
Spaarndammerdijk 665-707, gezien in oostelijke richting met de Petruskerk op nummer 681; 18 juni 1939.

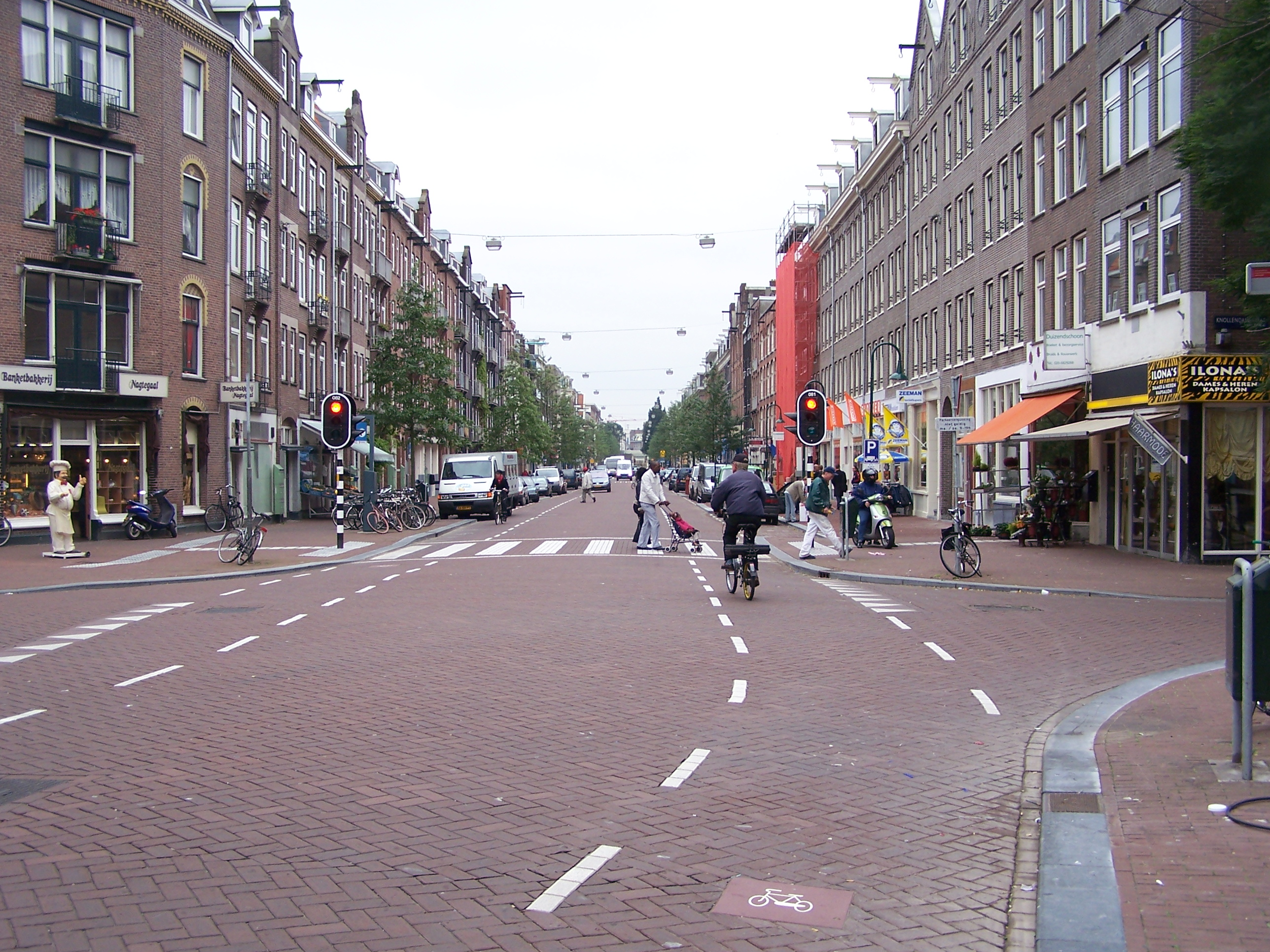
In de Spaarndammerbuurt in Amsterdam is de Spaarndammerdijk opgegaan in de Spaarndammerstraat.

De Spaarndammerdijk is een dijk die vanaf de eerste helft van de 13e eeuw werd aangelegd ter bescherming van het veenweidegebied ten zuiden van het nog niet drooggemaakte IJ.
De dijk liep van de Amstel naar het Spaarne langs de zuidelijke oever van de zeearm en was tevens de noordelijke begrenzing van het Hoogheemraadschap van Rijnland. Ter hoogte van het Spaarne kwam de Spaarndam met daarin de Kolksluis. Ter hoogte van de Amstel kwam de (Amster)dam en ter hoogte van het riviertje de Slochter of Slooter, de Slooterdam. Thans ligt hier (het restant van) het dorp Sloterdijk pal naast de ringsnelweg A10.
Na de Sint-Elisabethsvloed van 1421 werd de lengte van de dijk aanmerkelijk verkort door het leggen van een inlaagdijk dwars door de ambachten Spaarnwoude en Hofambacht, de huidige Hoge Spaarndammerdijk. Waar de beide dijken samen komen ligt nog een 'braak', een meertje dat is overgebleven na een dijkdoorbraak. Ook elders langs de dijk lagen vroeger diverse 'braken', maar deze zijn o.a. onder de stedelijke bebouwing van de Spaarndammerbuurt verdwenen.

## Dijkonderhoud
Sinds de aanleg van de dijk werd het onderhoud verzorgd en betaald door de bewoners van het aanliggende land, de dijkplichtigen, die dus opdraaiden voor de kosten van de beveiliging van het hele achterliggende land. Na een dijkdoorbraak moesten ook de bewoners verder landinwaarts assisteren, zij waren waalplichtig. Dit systeem heette verhoefslaging. Door bodemdaling en een stijgend hoogwaterpeil van het IJ moest de dijk hoger en zwaarder worden. De dijkplichtigen kregen steeds meer moeite met het onderhoud.
Ten oosten van Spaarndam waren de bewoners van de ambachten Houtrijk en Polanen, Osdorp en Sloten verantwoordelijk voor het onderhoud. Gedurende de 16e eeuw was er een conflict tussen het Hoogheemraadschap van Rijnland en de bewoners over de verantwoordelijkheid en kosten voor dijkreparatie en -onderhoud. Vanaf 1593 kwam de Spaarndammerdijk in z'n geheel voor rekening van Rijnland en was daarmee een van de eerste regionale dijken die gemeenschappelijk werd onderhouden. Ook de latere polders in dit gebied waterden af op de boezem van Rijnland. In 2003 werd het gebied van de vroegere ambachten Osdorp en Sloten (later gemeente Sloten, sinds 1921 gemeente Amsterdam) overgedragen aan het Waterschap Amstel, Gooi en Vecht (AGV), waarmee de Ringvaart van de Haarlemmermeerpolder de oostelijke begrenzing van RIjnland werd in plaats van de Schinkel / Kostverlorenvaart.

## Uitwateringsluizen
Vanaf de begintijd van de Spaarndammerdijk waren er afwateringssluizen. Sinds de tweede helft van de 13e eeuw lagen in de afdamming van het Spaarne de sluizen te Spaarndam (spuisluizen en een schutsluis) waar het water van Rijnland uitwaterde op het IJ. In dezelfde periode werd er ook in de Amstel een Dam gelegd, met spuisluizen.
In 1492 werden er bij Polanen (Halfweg) drie spuisluizen aangelegd, waardoor er meer capaciteit voor de afwatering ontstond. Later werden deze vervangen door de drie stenen sluizen die er tot op de dag van vandaag liggen: de Westsluis (1558), Middelsluis (1583) en Oostsluis (1566). De sluizen bij Spaarndam en Halfweg vormen nog steeds de belangrijkste uitwatering aan de noordgrens van Rijnland. In de 19e eeuw zijn hier ook gemalen gebouwd, Gemaal Spaarndam in 1844 en Stoomgemaal Halfweg in 1852.

## Dijkdoorbraken
In 1509 brak de Spaarndammerdijk door bij Polanen (Halfweg) waardoor er een directe waterverbinding ontstond tussen IJ en Haarlemmermeer. Slechts met grote moeite kon in 1510 voorkomen worden dat de Haarlemmermeer in open verbinding zou blijven staan met de Zuiderzee. In 1514 spoelde de dijk in Spaarndam weg. Het zoute water kwam tot aan Leiden. De volgende en laatste grote doorbraak vond plaats in 1675.
In 1675 kwam er door de Allerheiligenvloed een dijkdoorbraak ten oosten van Polanen (Halfweg), hierdoor ontstond de watervlakte de Groote Braak (ten noordoosten van Halfweg). Er ontstond een gat van ongeveer 140 meter breed en 10 meter diep. Het duurde nog tot maart 1676 voor de dijk hersteld was.
Na het wegspoelen van de landverbinding tussen Sloten en Haarlem door het Haarlemmermeer in het begin van de 16e eeuw, was de enige route over land tussen Amsterdam en Haarlem (en daarmee de rest van Holland) die over de smalle en bochtige Spaarndammerdijk. Pas met de aanleg van de Haarlemmertrekvaart in 1632 en de Haarlemmerweg in 1762 werd de verbinding verkort en verbeterd.
Sinds de aanleg van de huidige Haarlemmerdijk en Haarlemmerpoort in de eerste helft van de 17e eeuw begon de Spaardammerdijk ten westen van deze poort. Bij de bouw van de Spaarndammerbuurt aan het einde van de 19e eeuw werd het eerste deel van de dijk de Spaarndammerstraat.

## Het IJ drooggemaakt
Na de droogmaking van het IJ tot de Groote IJpolder en de Houtrakpolder in 1872 grensde de Spaarndammerdijk niet meer aan water, maar bleef van belang als waterkering en noordelijke begrenzing van Rijnland.

## De stad rukt op
Ten westen van de Spaarndammerbuurt is de dijk grotendeels vergraven door de aanleg van bedrijventerreinen nabij Sloterdijk. Er ligt nog een klein authentiek stuk Spaarndammerdijk bij de Begraafplaats Sint Barbara.
In 1963 werd de historische Spaarndammerdijk tussen Sloterdijk en de Groote Braak afgegraven en verdween met de aanliggende Spieringhorner Binnenpolder en -Buitenpolder, Buiten Heyningh en de Groote IJpolder onder het zand van het Westelijk Havengebied (thans Bedrijventerrein Sloterdijk), zonder enig archeologisch onderzoek naar de geschiedenis van de dijk. Een nieuwe hoogwaterkering langs de Theemsweg en Daveren die in de plaats kwam van de Spaarndammerdijk markeert nu de noordelijke begrenzing van de Lange Bretten, een groene buffer tussen de werkgebieden ten noorden en de woongebieden ten zuiden van de Haarlemmerweg. De nieuwe waterkering loopt parallel aan de recreatieve fietsroute en kreeg de naam 'Verlegde Rijnlandse Hoogwaterkering'.
De restanten westelijk ten westen van het het dorp Sloterdijk, in Spieringhorn en bij het Boezemgemaal Halfweg en het Geuzenbos, zijn binnen de Gemeente Amsterdam in 1982 hernoemd tot Spaarnwouderdijk. Enkele dijkrestanten bij Sloterdijk hebben inmiddels een monumentenstatus verkregen. In 2006 is een door Rembrandt rond 1650 afgebeelde Amsterdamse banpaal uit 1624 bij het Geuzenbos op de dijk teruggeplaatst op 150 meter van de oorspronkelijke plek.
Tussen Halfweg en Spaarndam in de voormalige gemeente Haarlemmerliede en Spaarnwoude (sinds 2019 Haarlemmermeer) is de (Hoge) Spaarndammerdijk nog intact. Het gedeelte tussen het wiel bij de Inlaagpolder (Hofambacht) en Spaarndam-Oost is een inlaagdijk aangelegd na de Sint-Elizabethsvloed in 1421. In Spaarndam ligt het Gemeenlandshuis tegen de dijk aan.